# Pierre-André Valade
Pour les articles homonymes, voir Pierre Valade.
Pierre-André Valade (né à Brive-la-Gaillarde en 1959) est un chef d'orchestre français.

## Biographie
Pierre-André Valade a connu une première carrière de flûtiste, spécialisé dans le répertoire contemporain, dont témoignent notamment son enregistrement intégral des œuvres pour flûte d'André Jolivet et sa participation à la gravure de référence d'...explosante-fixe... de Pierre Boulez avec Sophie Cherrier, Emmanuelle Ophèle et Boulez dirigeant l'Ensemble InterContemporain.
Il s'engage dans la direction d'orchestre à partir de 1990. Avec Philippe Hurel, il fonde l'ensemble Court-Circuit dont il a été le directeur musical jusqu'en 2008 et avec lequel il a réalisé plusieurs enregistrements discographiques. Il devient en septembre 2009 et cinq années le chef titulaire de Athelas Sinfonietta Copenhagen, une position qu'il abandonne en 2014 pour devenir chef en résidence au Meitar Ensemble de Tel-Aviv.
Pierre-André Valade mène une carrière internationale, dirigeant divers ensembles et orchestres symphoniques dans un répertoire qui s’étend de la fin du XIXe siècle à la musique contemporaine la plus récente. Il a notamment beaucoup dirigé les œuvres des compositeurs proches de l'esthétique spectrale, et donné un nombre impressionnant de créations mondiales d'esthétiques variées.

## Liens
- Site officiel de Pierre-André Valade
- Article scientifique sur la direction d'orchestre comprenant des extraits d'entretien avec Pierre-André Valade